# Ancien ministère du Trésor (Budapest)
L'ancien ministère du Trésor (en hongrois : volt Pénzügyminisztérium) est un édifice de style néo-gothique, situé dans le 1er arrondissement de Budapest, en Hongrie.

## Situation
L'immeuble s'élève sur le côté nord de la place de la Sainte-Trinité, dans le quartier du Château, près de l'église Mathias et de l'hôtel Hilton.

## Histoire
Le bâtiment est construit de 1901 à 1904 sous la direction de l'architecte Sándor Fellner et abrite alors le ministère des Finances du royaume de Hongrie. Gravement endommagé lors de la bataille de Budapest en 1945, il est reconstruit entre 1948 et 1954 selon les plans de Jenő Rados mais sous la forme simplifiée d'un édifice sur deux niveaux coiffé d'un toit agrémenté de lucarnes. Il abrite des locaux de l'Université polytechnique jusqu'en 1981 puis une partie des Archives nationales.
À partir de 2018, un projet de restitution de l'édifice dans son état d'origine est lancé par le gouvernement pour y réinstaller le ministère des Finances. Avec un coût estimé à plus de 61 milliards de forints (157 millions d'euros), le bâtiment doit être inauguré en 2024.

## Galerie

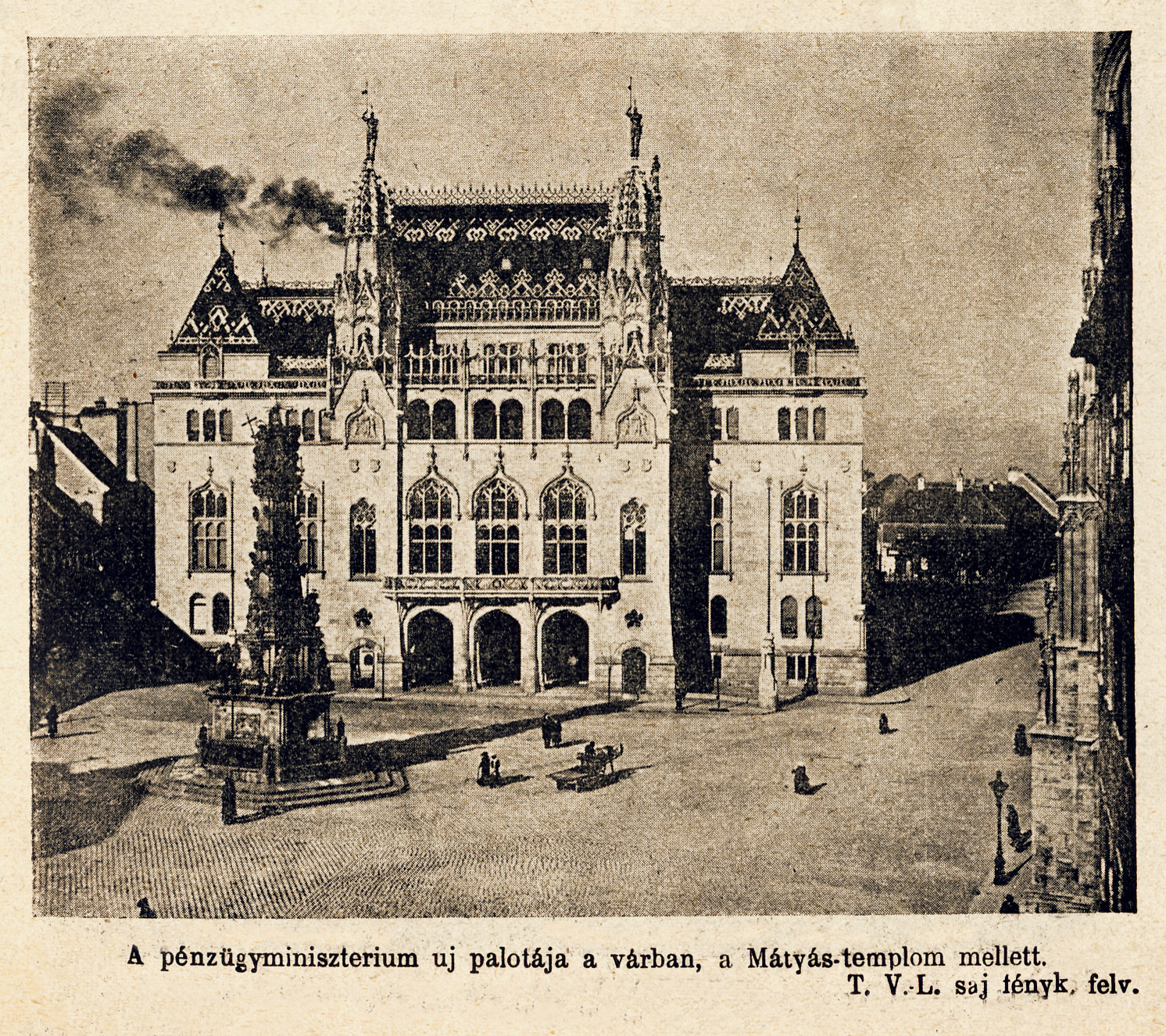
Aspect en 1906.
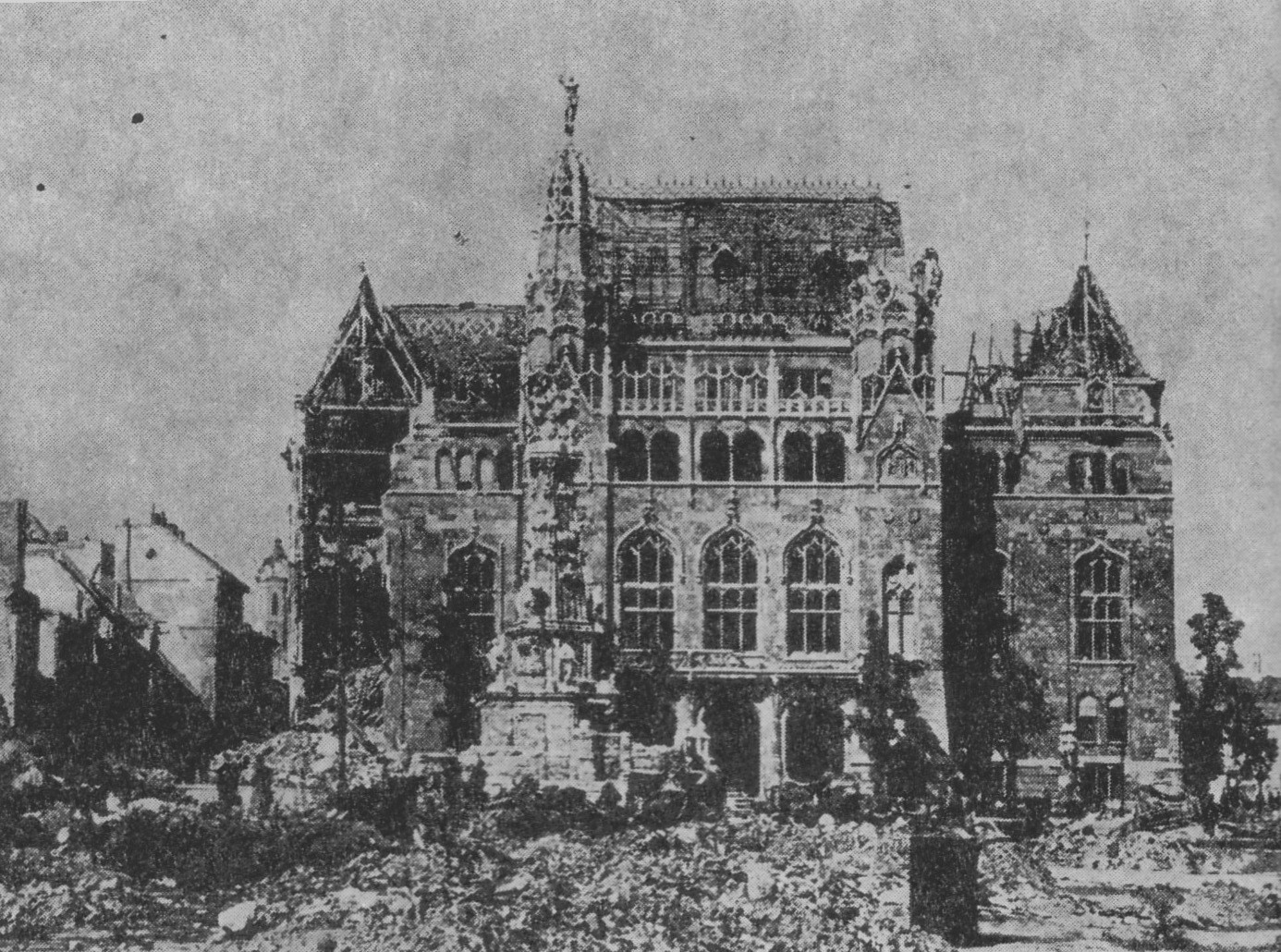
L'immeuble en ruine en 1945.
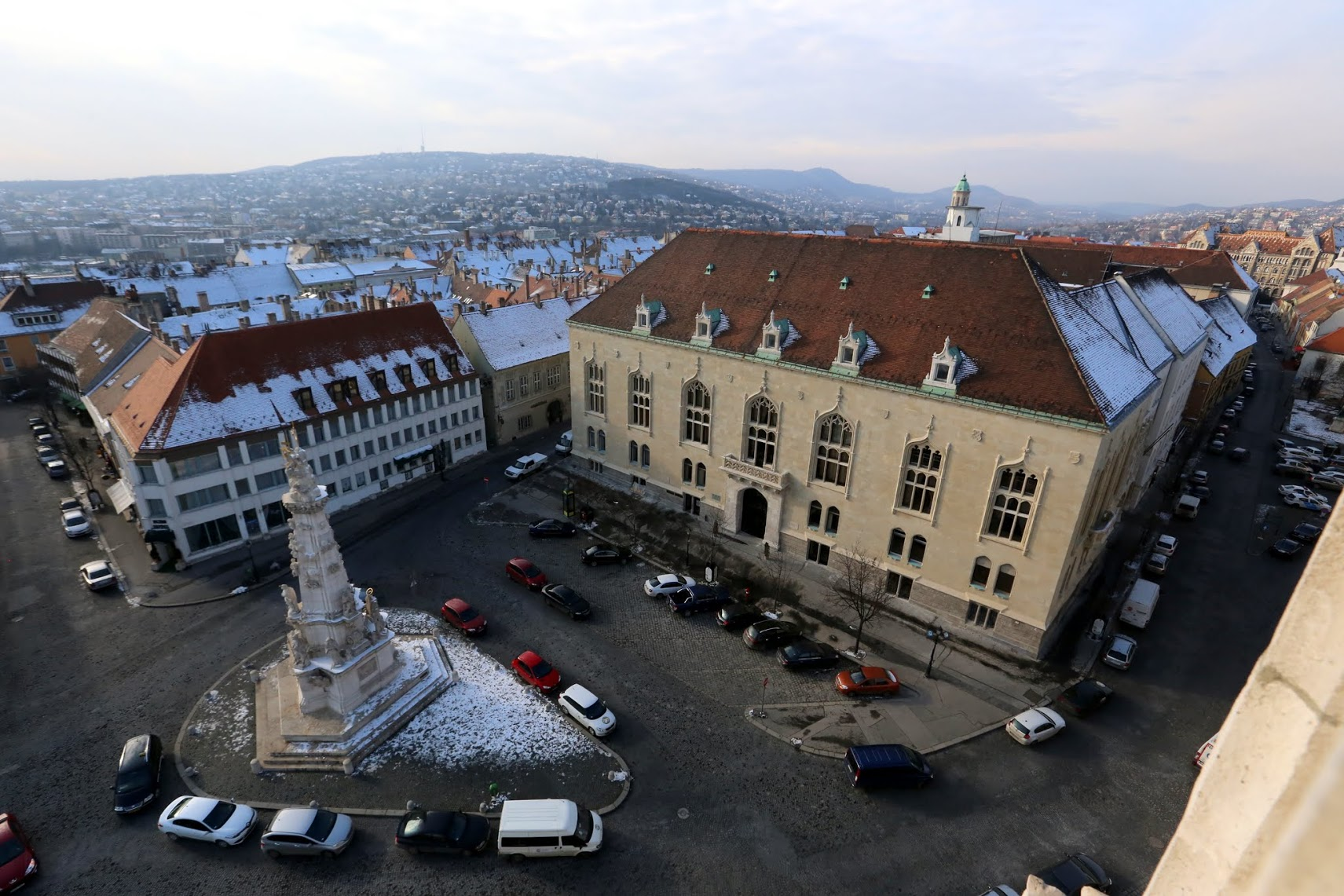
L'immeuble en 2014.
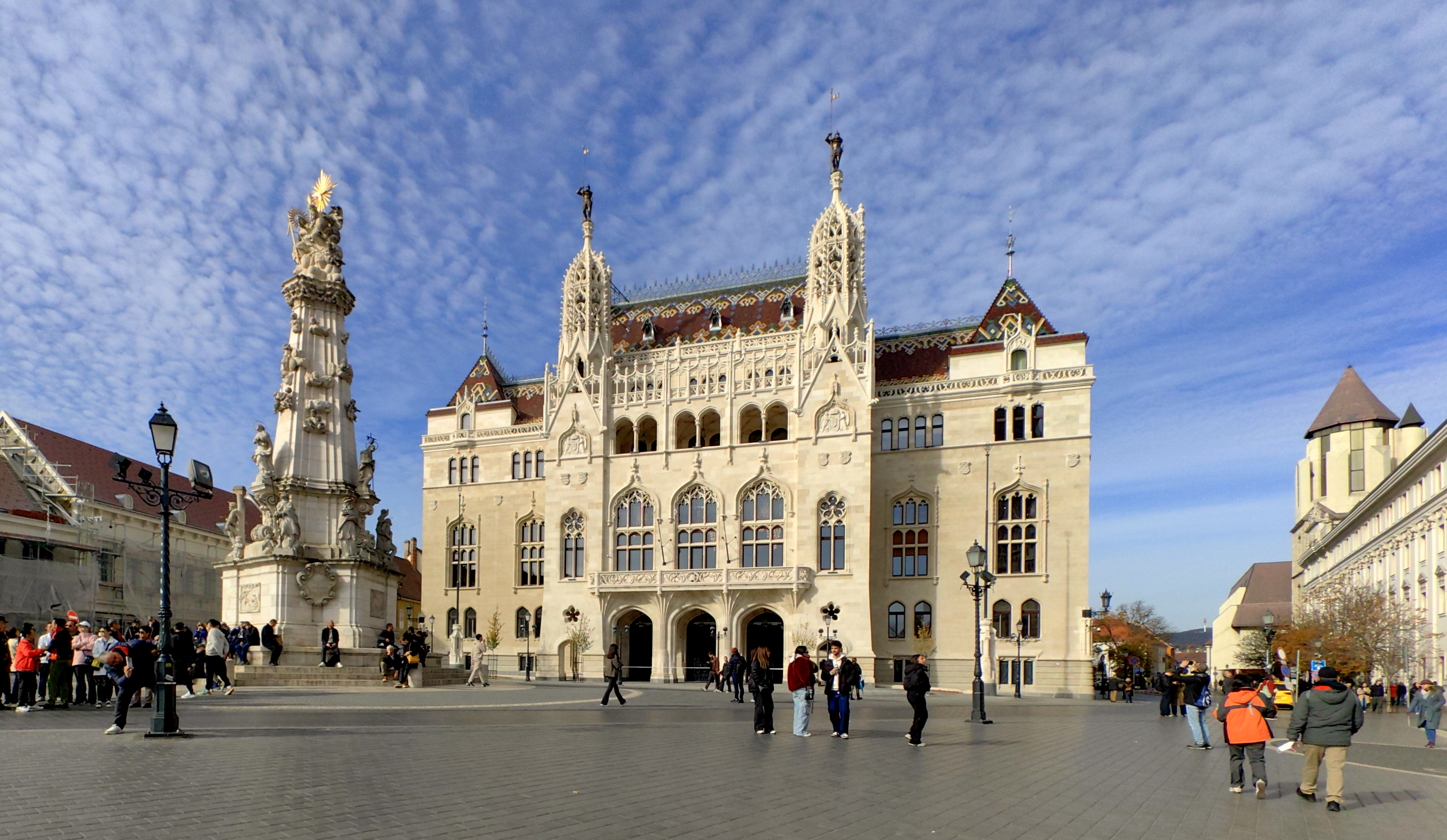
L'immeuble en 2024.